# هجوم قناة السويس 2022
هجوم قناة السويس 2022 في 7 مايو 2022 شن مسلحين يتبعون لتنظيم الدولة الإسلامية - ولاية سيناء (أنصار بيت المقدس سابقًا) هجومًا على إحدى محطات رفع المياه بمنطقة شرق قناة السويس أدى لمقتل 17 وإصابة 5 آخرين من من الكتيبة 505 مهام سرية بشبه جزيرة سيناء إثر تصديهم للهجوم حسب بيان المتحدث العسكري، بينما تمكن مسلحو التنظيم من الانسحاب من المنطقة دون إصابات في صفوفهم. ويعتبر هذا الهجوم الأعنف منذ سنوات. ويذكر أن الجماعات الجهادية تقود تمردا ضد الحكومة المصرية منذ عام 2013.

## ردود الفعل
دولياً
 الاتحاد الأوروبي - أكد سفير الاتحاد الأوروبي، وعدد من السفراء الأوروبيين على دعم مصر في حربها ضد الإرهاب.
 الولايات المتحدة- أدانت وزارة الخارجية الأميركية، الأحد، في بيان «الهجوم الإرهابي» الذي استهدف عناصر من الجيش المصري بسيناء، مؤكدة أن أميركا لا تزال الشريك القوي لمصر في مواجهة «الإرهاب».
َأدان الأمين العام لمجلس التعاون لدول الخليج العربية، نايف الحجرف، عن تضامن دول المجلس مع مصر «والوقوف معها لمواجهة العنف والتطرف والإرهاب، مؤكدا الرفض التام لهذه الأعمال الإرهابية».
 المملكة العربية السعودية - أصدرت وزارة الخارجية السعودية بيانًا أدانت فيه بشدة الهجوم الإرهابي الذي استهدف نقطة تمركز أمنية شمال سيناء، وأدى إلى مقتل وإصابة عدد من الجنود.
 - أصدرت وزارة الخارجية الإماراتية، يوم الخميس، بيانًا أدانت فيه بشدة الهجوم الإرهابي الذي استهدف نقطة تمركز أمنية شمال سيناء، وأدى إلى استشهاد وإصابة عدد من الجنود.
 - أدانت وزارة الخارجية البحرينية، يوم الخميس، بشدة الهجوم الإرهابي الذي استهدف نقطة تمركز أمنية شمال سيناء، وأدى إلى مقتل وإصابة عدد من الجنود.
 - استنكرت وزارة الخارجية القطرية الهجوم، مشددة على موقف قطر «الثابت من رفض العنف والإرهاب مهما كانت الدوافع والأسباب».
 - أعربت وزارة الخارجية عن إدانة واستنكار دولة الكويت للهجوم الإرهابي الذي استهدف إحدى محطات رفع المياه بمنطقة شرق قناة السويس في جمهورية مصر العربية الشقيقة والذي أدى إلى استشهاد وإصابة عدد من رجال القوات المسلحة المصرية، وأكدت الوزارة في بيان صحفي يوم السبت تضامن دولة الكويت مع جمهورية مصر العربية الشقيقة وتأييدها في كل ما تتخذه من إجراءات للحفاظ على أمنها واستقرارها ودعم جهودها في التصدي إلى التطرف والإرهاب.
 - قالت الرئاسة الفلسطينية في بيان، «إن الرئيس الفلسطيني محمود عباس، يعرب عن تعازيه الحارة لأخيه الرئيس عبد الفتاح السيسي رئيس جمهورية مصر العربية، ولعائلات ضحايا هذه الجريمة البشعة، التي استهدفت ثلة من أبطال الجيش المصري».
 - أدانت وزارة الخارجية وشؤون المغتربين الأردنية، محاولة الهجوم الإرهابي «الجبان» الذي استهدف إحدى محطات رفع المياه غرب سيناء، وأسفر استشهاد ضابط و 10 جنود، وإصابة 5 أفراد.
 - قالت وزارة الخارجية التركية في بيان: «نسأل الله الرحمة لمن فقد حياته في الهجوم، ونقدم تعازينا لأسرهم وللشعب المصري الشقيق وللدولة المصرية، ونتمنى الشفاء العاجل للجرحى».
 - قالت السفارة الروسية لدى مصر في بيان عبر حسابها على موقع التواصل الاجتماعي «تويتر»، إن الإرهاب لا مبرر له، ويجب القضاء عليه بالجهود المشتركة للمجتمع الدولي، مقدمة التعازي في شهداء الهجوم الإرهابي.
 - أدان المتحدث باسم الخارجية الصينية تشاو ليجيان بشدة الهجوم الإرهابي الذي وقع غرب سيناء، قائلا - في تغريدة على موقع تويتر يوم الأربعاء - إن بكين تدعم بقوة جهود القاهرة لمكافحة الإرهاب والدفاع عن الاستقرار الوطني، مشيرًا إلى أن مصر والصين ترتبطان بشراكة إستراتيجية شاملة.